# 安羅科薩斯法馬古斯塔足球會
安羅科薩斯法馬古斯塔足球會（Anorthosis Famagusta FC），是一家塞浦路斯的以足球与排球为主的体育俱乐部，俱乐部原来一直在法马古斯塔，但是现在临时搬迁到了海港城市拉那卡。
阿诺索西斯的足球队一共获得过 13 个塞浦路斯联赛冠军和 10 个盃赛冠军。此外他们的男女排和女子手球也较为成功。